# Olympien
Die Olympien (englisch Zappas Olympics, griechisch Ζάππειες Ολυμπιάδες oder Ολύμπια Olympia) waren vom Kaufmann Evangelos Zappas organisierte Sportveranstaltungen in Griechenland. Sie wurden 1859, 1870, 1875 und 1889 in Athen ausgetragen und waren den auch „Olympien“ genannten antiken Olympischen Spielen nachempfunden.
Aus den Olympien gingen 1896 die modernen Olympischen Spiele unter der Schirmherrschaft des von Pierre de Coubertin gegründeten Internationalen Olympischen Komitees hervor.

## Entstehungsgeschichte
Durch den romantischen Zeitgeist inspiriert, machten verschiedene Personen während des 19. Jahrhunderts Vorschläge zur Wiederbelebung der antiken Olympischen Spiele. In seinem 1833 veröffentlichten Gedicht „Dialog der Toten“ verwendete der Dichter und Verleger Panagiotis Soutsos die Olympischen Spiele als Symbol der antiken griechischen Tradition. Bald darauf schlug er konkret die Wiederbelebung der Spiele durch den neu entstandenen griechischen Staat vor und sandte der Regierung 1835 sogar ein entsprechendes Memorandum. Der Wittelsbacher Prinz Otto, der als König Otto I. das Land von 1832 bis 1862 regierte, nahm den Vorschlag zwar entgegen, doch trotz Soutsos' unablässiger Bemühungen geschah in den folgenden Jahren vorerst nichts.
1852 machte der deutsche Archäologe Ernst Curtius in einer Vorlesung ebenfalls den Vorschlag, die Olympischen Spiele wieder aufleben zu lassen. Evangelos Zappas, ein erfolgreicher Kaufmann und Mitglied der griechischen Diaspora in Rumänien wurde von diesen Ideen inspiriert und strebte danach, sie mit eigenen Mitteln auch umzusetzen. Anfang 1856 schickte er über diplomatische Kanäle einen Brief an König Otto und bot ihm an, das gesamte Projekt der Wiederbelebung der Olympischen Spiele selbst zu finanzieren und auch Preise für die Sieger zu stiften. Allerdings regte sich auch Opposition. Unter griechischen Politikern war die Meinung weit verbreitet, dass athletische Veranstaltungen lediglich ein Rückfall in archaische Zeiten seien. Alexandros Rhizos Rhankaves, Außenminister und Anführer der konservativen antiathletischen Lobby, schlug stattdessen eine Leistungsschau von Industrie und Landwirtschaft vor.
Monatelang blieb eine offizielle Antwort der griechischen Regierung aus. Als Panagiotis Soutsos im Juli 1856 in einem Zeitungsartikel Zappas’ Ideen der Öffentlichkeit bekannt machte, löste er damit eine breite Debatte aus. Schließlich gab König Otto seine Zustimmung zur Austragung von Sportveranstaltungen im Vierjahresrhythmus. Er sah den Schwerpunkt in der Förderung der heimischen Wirtschaft und ordnete die Einbettung der „Olympien“ in eine Industrie- und Landwirtschaftsausstellung an. Zappas sicherte die nötigen finanziellen Mittel zur Bildung eines olympischen Treuhandfonds zu.
Ottos Vorbild für die Olympien war das Oktoberfest in München, damals eine kombinierte Schau landwirtschaftlicher Produkte und sportlicher Wettkämpfe. Eine Anlehnung an die Olympischen Spiele der Antike war auch hier erkennbar. Zu seiner Inthronisation waren 1832 drei Gesandte aus Griechenland nach München gereist. Damals war das Oktoberfest eigens verschoben worden, damit die griechische Delegation daran teilnehmen konnte. Die Gesandten berichteten darüber in ihrer Heimat:

„In den Nachmittagsstunden erwiderten wir eine Einladung, an einem besonderen Fest teilzunehmen, das jährlich am Achten dieses Monats stattfindet und ‚Oktoberfest‘ genannt wird. Es wird auf einer ausgedehnten Fläche außerhalb der Stadt abgehalten. Das besagte Fest stellt eine Nachahmung der Olympischen Spiele dar und die Veranstaltungen lassen sich auf das alte Griechenland zurückführen.“

Eine 16 Artikel umfassende Königliche Verordnung über die Einrichtung der Olympien aus dem Jahr 1858 hatte schließlich das vordringliche Ziel, „in Athen allgemeine Wettkämpfe festzusetzen, die alle vier Jahre unter dem Titel Olympien durchgeführt werden sollten, und bei denen jeweils die Produkte aus Griechenlands Schaffen ausgestellt werden sollten, insbesondere die aus Industrie, Landwirtschaft und Viehzucht“. Außerdem sollten „gymnische Spiele auf Staatskosten in dem dafür geeignet hergerichteten Stadion“ ausgetragen werden. Die Verordnung nahm auch Bezug auf die Leitung, Aufsicht, Schiedsrichter, Preise und einzelne Wettkämpfe. Wichtige Persönlichkeiten des Landes unterstützen das Vorhaben und die Öffentlichkeit zeigte sich aufgeschlossen.

## Austragungen

### Olympien 1859

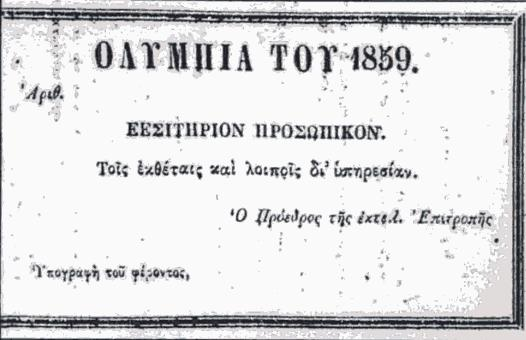
Eintrittskarte der ersten Olympien

Am 15. November 1859 fanden die ersten Olympien im Zentrum von Athen auf dem heutigen Platz des Nationalen Widerstandes vor König, Politikern und angesehenen Bürgern statt. Es nahmen ausschließlich Griechen an den Wettkämpfen teil, entweder aus Griechenland selbst oder aus der griechischen Diaspora. Der zentrale Ausstellungsteil mit gut tausend Ausstellern, die in 15 Kategorien wetteiferten, war gelungen.
Der sportliche Wettkampfteil mit Lauf, Sprung, Diskuswurf, Speerwurf und anderen Disziplinen ist jedoch als Misserfolg einzustufen. Die Presse war zwar durchaus positiv eingestellt, doch Tausende anwesende Athener konnten keinen Blick auf das Geschehen werfen oder verstanden den Sinn einer solchen Veranstaltung nicht. Das Gelände war ungeeignet und das Wetter war zu kalt. Da es damals keine Leistungssportler im heutigen Sinne gab, stand die Teilnahme jedem offen. Es ereigneten sich auch mehrere kuriose Zwischenfälle: So verließ ein Polizist, der eigentlich die Menge überwachen sollte, seinen Posten und nahm an den Läufen teil. Sogar ein Bettler, der sich als Blinder ausgab, beteiligte sich.

### Olympien 1870
Die für 1863 vorgesehenen Olympien fielen insbesondere den politischen Ereignissen in Griechenland – Vertreibung von König Otto – zum Opfer. 1865 starb Evangelos Zappas. Den größten Teil seines Vermögens hatte er dem Komitee der Olympien unter der Bedingung vermacht, eine geeignete Stätte für die Olympien, das Zappeion, zu errichten. Erneut sollte eine Königliche Verfügung, diesmal von König Georg I., die Maßnahmen zur Erfüllung von Zappas’ Testament sichern. Das bisher nur behelfsmäßige Komitee der Olympien wurde unter der Leitung bedeutender und führender Persönlichkeiten Griechenlands offiziell gegründet.

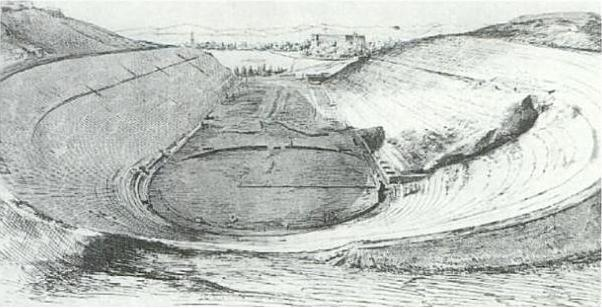
Panathenäisches Stadion, Zeichnung von Ziller, 1870

Für die zweiten Olympien erarbeitete das Komitee eine Satzung mit Inhalten, die später in ihren Grundzügen auch beim Internationalen Olympischen Komitee (IOC) wiederzufinden sind. Die Bildung spezieller Komitees in den griechischen Provinzhauptstädten ähnelt der Bildung Nationaler Olympischer Komitees. Die genaue Festlegung der Feierlichkeiten beinhaltete Elemente, die noch heute bei Olympischen Spielen gebräuchlich sind, beispielsweise eine Eröffnungsrede oder die Ausrufung der Sieger unter Nennung des Namens mit musikalischer Begleitung. Auch alte Traditionen der Olympischen Spiele der Antike wurden wieder aufgegriffen, wie der feierliche Eid, den die Sportler abzulegen hatten.
Am 15. November 1870 fanden die zweiten Olympien statt, diesmal im Panathinaikon-Stadion, das 1868/69 von dem aus Sachsen zugewanderten Architekten und Bauforscher Ernst Ziller entdeckt und von ihm in Abstimmung mit dem König ausgegraben worden war. Zillers Mitarbeiter Anastasios Metaxas hatte nach Zillers Plänen die Ausgrabungsstätte für die Spiele provisorisch hergerichtet. Die Wettkämpfe waren wegen schlechten Wetters um zwei Wochen verschoben worden. Rund 25.000 Zuschauer verfolgten das Geschehen, eine riesige Zahl für die damalige Zeit. Im Allgemeinen waren die Wettkämpfe besser organisiert und die Athleten waren einheitlich gekleidet.
Alle Berichterstatter dieser Olympien äußerten sich voll des Lobes über die Organisation und Leistungen der Athleten. Sporthistoriker bezeichnen diese Veranstaltung als den bis dahin weltweit ernsthaftesten Versuch eines bedeutsamen interdisziplinären Sportfestes.

### Olympien 1875
Der Erfolg der zweiten Olympien bestärkte die Vorbereitungen für die dritten Olympien, die trotz aller Bemühungen jedoch nicht ganz dem vorgegebenen Vierjahresrhythmus folgen konnten. 1874 wurde der Grundstein für das Zappeion gelegt. Organisator der dritten Olympien war Ioannis Fokianos, Rektor des Athener Gymnasiums. Er war davon überzeugt, dass der ideale Athlet aus der gebildeten und kultivierten Gesellschaftsschicht stamme und ließ aus diesem Grund lediglich Studenten als Teilnehmer zu.
Die sportlichen Wettkämpfe fanden am 21. Mai 1875 erneut im Panathinaikon-Stadion statt. Sie waren in eine Schau mit 1200 griechischen und 72 ausländischen Ausstellern eingebettet. Das Wettkampfprogramm war erweitert worden, beispielsweise um den Sprung über das Doppelreck. Für die zahlreichen Zuschauer war nicht genügend Platz vorhanden und Fokianos musste sich trotz seiner Anstrengungen und der guten Vorbereitung der Athleten Kritik gefallen lassen. Die Presse störte sich insbesondere an der mangelhaften Organisation und am Ausschluss der Arbeiterklasse. Fokianos war darüber so verärgert, dass er als Organisator der Olympien zurücktrat.

### Olympien 1888/89

Das Zappeion

Nach den dritten Olympien war das Komitee vornehmlich mit juristischen Auseinandersetzungen über die Umsetzung von Zappas’ Vermächtnis beschäftigt. Schließlich konnte sich dessen Cousin Konstantinos Zappas durchsetzen. Die Regierung errichtete mit Zappas’ Geld die „Zentrale Gymnastikhalle“, die im Jahr 1878 eingeweiht wurde. Auch konnte das Zappeion im Oktober 1888 nach mehrjähriger Unterbrechung der Bauarbeiten vollendet werden. Anlässlich der Einweihung wurden auch die vierten Olympien eröffnet, jedoch zunächst nur mit dem Ausstellungsteil.
Der sportliche Teil der vierten Olympien musste wegen finanzieller Probleme auf den 30. April 1889 verschoben werden. Fokianos organisierte sie unabhängig vom Komitee der Olympien und stellte auch die Finanzierung sicher. 30 Athleten traten in der Zentralen Gymnastikhalle zu verschiedenen Wettkämpfen an. Das Interesse der Öffentlichkeit war groß, die Zuschauerkapazität allerdings stark begrenzt.
Eine erneute Königliche Verordnung im Jahr 1890, unterschrieben durch Kronprinz Konstantin I. und Außenminister Stephanos Dragoumis, sollte sicherstellen, dass die fünften Olympien im Jahr 1892 tatsächlich stattfinden sollten. Erneute finanzielle Probleme verhinderten jedoch die Austragung.

## Auswirkungen auf die Olympischen Spiele der Neuzeit
William Penny Brookes weckte bereits 1850 in Großbritannien mit der erstmaligen Durchführung der Wenlock Olympian Games die Begeisterung für den Sport. Er übernahm 1859 Teile des Programms der ersten Olympien und pries seine eigene Veranstaltung ebenfalls als Wiedergeburt der Olympischen Spiele an. Brookes war der erste, der internationale Olympische Spiele in Athen vorschlug, die sich von seiner eigenen „nationalen“ Veranstaltung unterscheiden sollten. Die griechische Regierung ignorierte aber seine oft angebotene Unterstützung. Baron Pierre de Coubertin, der 1890 die Wenlock Olympian Games besucht hatte, übernahm allerdings zahlreiche von Brookes’ Ideen.
Am 23. Juni 1894 wurde an einem internationalen Sportkongress in Paris die Erneuerung der Olympischen Spiele beschlossen. Auf Anregung des griechischen Geschäftsmann und Literaten Demetrius Vikelas sollten diese an geschichtsträchtiger Stätte in Athen ausgetragen werden. Die Idee stieß in Griechenland nicht auf sofortige Zustimmung, einerseits weil keine Aussagen über die Finanzierung getroffen wurden, aber auch wegen des befürchteten Verlustes an nationaler Identität, die mit den Olympien verbunden war. Diese müssten zwangsläufig aufgegeben werden, denn das Komitee der Olympien sollte eine führende Rolle bei der Durchführung der Olympischen Spiele übernehmen. Die Entscheidung für oder gegen die Olympischen Spiele wurde zu einer Frage von nationaler Wichtigkeit, die sogar mit dazu beitrug, eine Regierungskrise in Griechenland auszulösen. Nachdem schließlich im Januar 1895 die amtierende Regierung zurückgetreten war, war der Weg frei für die Befürworter der Olympischen Spiele, und die Olympien waren damit Geschichte.